# 衮布 (和硕特部)
衮布（17世纪？—1705年），又作固木布，号称为阿齐巴图尔，清朝蒙古王公，卫拉特蒙古和硕特部台吉，固始汗第三子达兰泰的儿子，博尔济吉特氏。
衮布原游牧于嘉峪关外。顺治十三年（1656年），因为叶尔羌汗国曾经夺其属部，他就乘叶尔羌使者克拜率三百人向清朝入贡抵达肃州之机，想要率兵袭击，被清朝甘肃巡抚周文煜所阻。康熙年间，噶尔丹率兵攻打喀尔喀。清朝于是派使者劝策妄阿拉布坦与叔叔噶尔丹断绝，途经嘉峪关外，衮布向清使助粮草驼马，派人充当向导。康熙三十六年（1697年）春，派宰桑祃木特至清军大营请求内附清朝。再派长子额尔德尼额尔克托克托鼐前去察罕托罗海，参与青海诸台吉会盟。因达赖汗的儿子拉藏汗怨恨他私自派遣使者内附，擅自向“天朝”希宠，想要率兵攻打，他于是再派次子朋素克前去会见拉藏汗。康熙四十三年（1704年），清廷因他在诸台吉之前内附，封他为多罗贝勒（和硕特前左翼头旗）。